# Constantin Teleman
Ne doit pas être confondu Kostake Teleman (de), également mathématicien roumain et cité sous le nom C. Teleman.
Constantin S. Teleman (né en Roumanie) est un mathématicien roumain-américain. Il traite de géométrie algébrique et de topologie algébrique, de groupes de Lie et de groupes de boucles ainsi que de leurs représentations et leurs connexions à la physique mathématique, notamment la théorie quantique des champs.

## Formation et carrière
Teleman étudie à partir de 1987, à l'Université Harvard (la même année, il était Putnam Fellow) avec l'obtention de son mastère en 1991, et il a été titulaire d'un doctorat, en 1994, sous la direction de Raoul Bott (et Graeme Segal, auprès de qui il a travaillé à l'Université de Cambridge) avec une thèse intitulée « Lie Algebra Cohomology and the Fusion Rules ». Il a ensuite été professeur assistant « Szegö » à l'Université Stanford et Research Fellow au St John's College de l'Université de Cambridge. En 1999, il a été professeur assistant à l'Université du Texas à Austin et en 2001 maître de conférences puis en 2003 lecteur au St John's College à Cambridge. En 2007, il a été professeur à l'Université d'Édimbourg. Il est professeur à Berkeley.

## Prix et distinctions
En 2002, il a reçu le prix Whitehead pour ses contributions aux représentations de groupes en dimension infinie, plus spécialement les groupes de boucles. En 2015, il est lauréat du prix Berwick Senior avec Daniel Freed et Michael J. Hopkins pour son article Loop groups and twisted K-theory. Ils y montrent l'isomorphisme entre les équivariants en K-théorie tordue d'un groupe de Lie compact vers l'algèbre de Verlinde de son groupe des lacets. En 2014, il était conférencier invité au Congrès international des mathématiciens à Séoul.

## Publications
- avec Daniel Freed, « Relative Quantum Field Theory », Commun. Math. Physics, vol. 326, 2014, p. 459–476, Arxiv
- avec Edward Frenkel, « Geometric Langlands correspondence near opers », J. Ramanujan Math. Soc. 28 A, 2013, p. 123–147, Arxiv
- « The structure of 2D semi-simple field theories », Invent. Math., vol. 188, 2012, p. 525–588, Arxiv
- avec Daniel Freed, Michael J. Hopkins, « Loop groups and twisted K-theory », Tome 1, Journal of Topology, vol. 4, 2011, p. 737–799, Tome 2, J. Amer. Math. Soc., vol. 26, 2013, p. 595–644, Tome 3,  Ann. of Math., vol. 174, 2011, p. 947–1007, Tome 1, Arxiv, Tome 2, Tome 3, Arxiv
- avec Daniel Freed, Michael J. Hopkins, Jacob Lurie, « Topological Quantum Field Theories from Compact Lie Groups », in P. R. Kotiuga (éd.), A celebration of the mathematical legacy of Raoul Bott,  AMS 2010, Arxiv
- avec Christopher T. Woodward, « The index formula for the moduli of G-bundles on a curve ». Ann. of Math., vol. 170, 2009, p. 495–527, Arxiv
- avec Susanna Fishel, Ian Grojnowski, « The strong Macdonald conjecture and Hodge theory on the loop Grassmannian », Ann. of Math., vol. 168, 2008, p. 175–220, Arxiv
- « The quantization conjecture revisited », Ann. of Math., vol. 152, 2000, p. 1–43, Arxiv